# 朱践耳
朱践耳（1922年10月18日—2017年8月15日），原名朱荣实，字朴臣，中国作曲家。祖籍安徽泾县，生于天津，在上海长大。早年创作艺术歌曲、戏剧配乐及吹奏乐；1949年起创作电影配乐；1955年赴苏联留学，入读莫斯科音乐学院，期间创作有大量各体裁作品，包括《节日序曲》、交响曲－大合唱《英雄的诗篇》；1960年回国，到上海實驗歌劇院任作曲，作有《接过雷锋的枪》、《唱支山歌给党听》等红色歌曲；1975年起在上海交响乐团担任常任作曲家；进入八十年代后，创作了一些反思之作；1985年，63岁时开始创作《第一交响曲》，之后十余年共作有11部交响曲，形式上均有创新。

## 生平

### 早年生活
朱践耳祖籍安徽泾县，祖居位于今泾县榔橋鎮黃田村:1，名為“敬修堂”。早年间祖父举家迁往上海，开办纱厂、面粉厂。其后朱践耳父亲与其兄弟在天津开办面粉厂，但因受到国外面粉倾销的影响，不久便倒闭。:1791922年，朱践耳生於天津，原名為朱荣实，字朴臣:12。幼年随家迁居上海，3岁时父亲就因病去世。:2-3
9岁时，插班入五年级就读。11岁入中学，在三姐夫的启蒙和帮助下，:179开始接触音乐，并自学钢琴。:7-813岁时，母亲病逝。14岁，考入光华大学附中就读理科，:179曾向当时为上海音专学生的钱仁康学习和声，并自己摸索作曲技巧。:7-81940年，高中毕业，报考上海音专但未被录取。:1791942年起，因慢性支气管扩张长期卧病在床，仍每天通过收音机听中国与西方的古典音乐。:10
朱踐耳視聶耳為終身偶像，「踐耳」這個名字也是為偶像而改，「『踐耳』就是踐行聶耳走過的道路」。1943年一次写诗并为之谱曲时，首次使用“践耳”署名。:179

### 初期创作
1945年8月，朱踐耳赴苏北抗日根据地参加新四军，加入苏中军区前线剧团；1947年调到华东军区文工团，任军乐队队长兼指挥。于1947年2月创作的歌曲《打得好》当时在军中廣泛傳唱，并于1951年获全国文艺一等奖。
1949年，先后进入上海電影製片廠、北京電影製片廠與中央新聞紀錄電影製片廠作曲，曾为《大地重光》、《海上风暴》等电影配乐。这段时期的代表作有1953年为纪录片《伟大的土地改革》所做的配乐之一《翻身的日子》（作品2a）。

### 留学苏联
1955年，朱踐耳受公派前往蘇聯留学，在莫斯科音乐学院學習作曲，曾随谢尔盖·巴拉萨尼安学习，此期间成为他的第一个创作旺盛期，创作了钢琴曲、合唱、双簧管独奏、弦乐四重奏、交响诗等大量作品。1959年，朱践耳的第一首管弦乐作品《节日序曲》（作品10）在莫斯科首演，并被苏联国家广播电台作为永久性曲目录音收藏。后又在德国科隆、日本名古屋、挪威等地演出。他的毕业作品交响曲－大合唱《英雄的诗篇》（作品14，1959-1960）取材自毛泽东诗词，也被苏联电台收藏，1962年在上海之春音乐节上首演，并通过录音在全苏播放，1993年又对全曲进行了精简和修改。:49-56

### 迷途与反思
1960年毕业回國，适逢中苏交恶。在上海實驗歌劇院任作曲。此期间的作品《接过雷锋的枪》、《唱支山歌给党听》在当时流传甚广。從1975年起，朱踐耳任職于上海交響樂團。
他认为，从1960年到1978年是十八年断层（包括前六年的迷途，中间十年的荒唐压抑，后两年的反思），不仅毁了他的“交响梦”，也使“革命梦”被扭曲和变质。文革结束后，重新开始管弦乐创作，其中有一些反思文革的作品，包括悼念周恩来的弦乐合奏《怀念》（作品18，1978-1988），缅怀革命烈士张志新的《交响幻想曲——纪念为真理献身的勇士》（作品21，1980）。

### 后期创作
八十年代，朱践耳自觉自己作曲技法落伍，曾进入上海音乐学院的课堂，与学生一起听桑桐、杨立青和陈志铭的作曲课程。:86又先后到新疆、贵州、云南、广西、西藏等地，深入原生态民间音乐环境考察。这时期的作品有：反映江南农村生活的无伴奏合唱套曲《绿油油的水乡》（作品22，1981），描写贵州侗族、苗族生活风俗的交响组曲《黔岭素描》（作品23，1982），借用张锐二胡曲主题改编的二胡与管弦乐队组曲《蝴蝶泉》（作品24，1983）；选用纳西族音乐素材的交响音诗《纳西一奇》（作品25，1984）。
1985年起，朱践耳创作大转型，作品丰富，包括：以文革为题材，采用十二音技法的《第一交响曲》（1985-1986）和《第二交响曲》（1987）；表现西藏风情的《第三交响曲“西藏”》（1988）；唢呐协奏曲《天乐》（1989）；为笛子和22件弦乐而作的室内交响曲《第四交响曲》（1990），赢得瑞士第16届玛丽·荷塞王后国际作曲比赛；《第五交响曲》（1991）；为录音带和交响乐队而作的《第六交响曲“3Y”》（1992-1994）；只用敲击乐器的《第七交响曲“天籁、地籁、人籁”》（1994）；为大提琴和敲击乐的《第八交响曲“求索”》（1994），立意来自屈原《离骚》中的“路漫漫其修远兮，吾将上下而求索”；《小交响曲》（1994）；反映台湾少数民族生活风情的交响诗《山魂》（1995）；为迎接香港回归而写的交响诗《百年沧桑》（1996）；祝贺上海交响乐团120周年团庆的管弦乐《灯会》（1999）；依据柳宗元的诗《江雪》，为录音带（吟唱与古琴）和交响乐队的《第十交响曲“江雪”》（1998）；为交响乐队和童声合唱的《第九交响曲》（1999）。
朱践耳于1985年当选中国音乐家协会第四届常务理事。1990年被列入英国剑桥国际传记中心的《世界音乐名人录》。
2017年8月9日，朱践耳因腦溢血被送入上海瑞金医院，一直昏迷不醒，8月15日治疗无效逝世，享年95岁。其夫人舒群表示：“遵践耳生前所嘱，丧事从简，家里不设灵堂，不搞遗体告别仪式和开追悼会，遗体按生前协议捐给医院。”

## 海外藝術活動
朱踐耳的海外藝術活動亦很豐富。1959年，他的管弦樂作品《節日序曲》先于莫斯科首演，後來又被帶到了世界各地演出。1987年，他應邀訪日本，由日本作曲家芥川也寸志指揮了他的作品《納西一奇》。
除此之外，他還參加過大量的海外音樂節與研討會，如台灣的第六屆中國作曲家研討會（1993）、巴黎的96法國電台音樂節（1996）、橫濱的亞洲現代音樂周（2000）以及香港的國際現代音樂節（2002）等。

## 作品
- 翻身的日子，Op.2（1953）
- 唱支山歌给党听（1963）
- 接过雷锋的枪（1963）
- 钢琴曲《序曲第一号“告诉你”》、《序曲第二号“流水”》

管弦乐：
- 节日序曲，Op.10（1958）
- 交响曲－大合唱（Symphony-Cantata）：英雄的诗篇，Op.14（初版：1959-1960；第一版：1964；第二版：1993）
- 芭蕾舞音乐：南海长城（1965）
- 弦乐合奏：怀念，Op.18（1978-1988）
- 交响幻想曲：纪念为真理献身的勇士，Op.21（1980）
- 交响组曲：黔岭素描，Op.23（1982）
- 蝴蝶泉组曲（二胡与管弦乐队），Op.24（1983）
- 交响音诗：纳西一奇，Op.25（1984）
- 交响诗：百年沧桑

交响曲：:176-178
| 标题                         | 作品号 | 创作                               | 首演 |
| ---------------------------- | ------ | ---------------------------------- | --- |
| 第一交响曲                   | Op.27  | 1985年8月－1986年3月               | 1986年9月18日，第12届上海之春，上海交响乐团，指挥：陈燮阳 |
| 第二交响曲                   | Op.28  | 1987年8月完成                      | 1988年5月15日，第13届上海之春，上海交响乐团，指挥：陈燮阳 |
| 第三交响曲“西藏”             | Op.29  | 1988年4月完成                      | 1988年5月15日，第13届上海之春，上海交响乐团，指挥：陈燮阳 |
| 第四交响曲“6.4.2-1”          | Op.31  | 1990年5月完成                      | |
| 第五交响曲                   | Op.32  | 1991年3月完成                      | 1991年5月8日，第14届上海之春，上海交响乐团，指挥：陈燮阳 |
| 第六交响曲“3Y”               | Op.35  | 1992－1994年2月，于美国            | 1995年5月13日，第16届上海之春，上海交响乐团，指挥：陈燮阳，大鼓：杨茹文                                                                                          |
| 第七交响曲“天籁、地籁、人籁” | Op.36  | 1994年4月完成于美国                | 1995年5月13日，第16届上海之春，上海交响乐团，指挥：陈燮阳，打击乐：周星宇、张经余、张志海、周雄、华国田                                                          |
| 第八交响曲“求索”             | Op.37  | 1994年7月完成于美国                | 1995年5月13日，第16届上海之春，上海交响乐团，指挥：陈燮阳，大提琴：王广，打击乐：周雄                                                                            |
| 小交响曲                     | Op.38  | 1994年8月完成于美国                | 1995年5月13日，第16届上海之春，上海交响乐团，指挥：陈燮阳 |
| 第十交响曲“江雪”             | Op.42  | 1998年4月完成于上海                | 1999年10月9日，上海交响乐团庆典音乐会（于上海大剧院），上海交响乐团为，指挥：陈燮阳 录音带吟唱：尚长荣，古琴：龚一                                               |
| 第九交响曲                   | Op.43  | 1999年2月完成于上海，2001年2月修订 | 首版：1999年8月12日，北京中山公园音乐堂，中国交响乐团及其附属少年女子合唱团，指挥：陈佐湟 2001年修订版：上海交响乐团，上海电视台春天合唱团，指挥：陈燮阳（录音） |